# Вальи-Сотто
Вальи-Сотто (итал. Vagli Sotto) — коммуна в Италии, располагается в регионе Тоскана, в провинции Лукка.
Население составляет 911 (30-11-2018), плотность населения составляет 22,1  чел./км². Занимает площадь 41,22 км². Почтовый индекс — 55030. Телефонный код — 0583.
Покровителем коммуны почитается святой Регул, празднование 1 сентября.

## Достопримечательности
В городке Вальи-Сотто находится католическая церковь Святого Регула (Сан-Реголо) в романском стиле, возведённая в XII веке.
6 августа 2016 года по инициативе итальянских властей открыт памятник российскому офицеру Александру Прохоренко, который в 2016 году пожертвовал собственной жизнью в Сирии, чтобы уничтожить террористов.

## Демография
Динамика населения:

## Администрация коммуны
- Официальный сайт: